# Pozo de las Almas

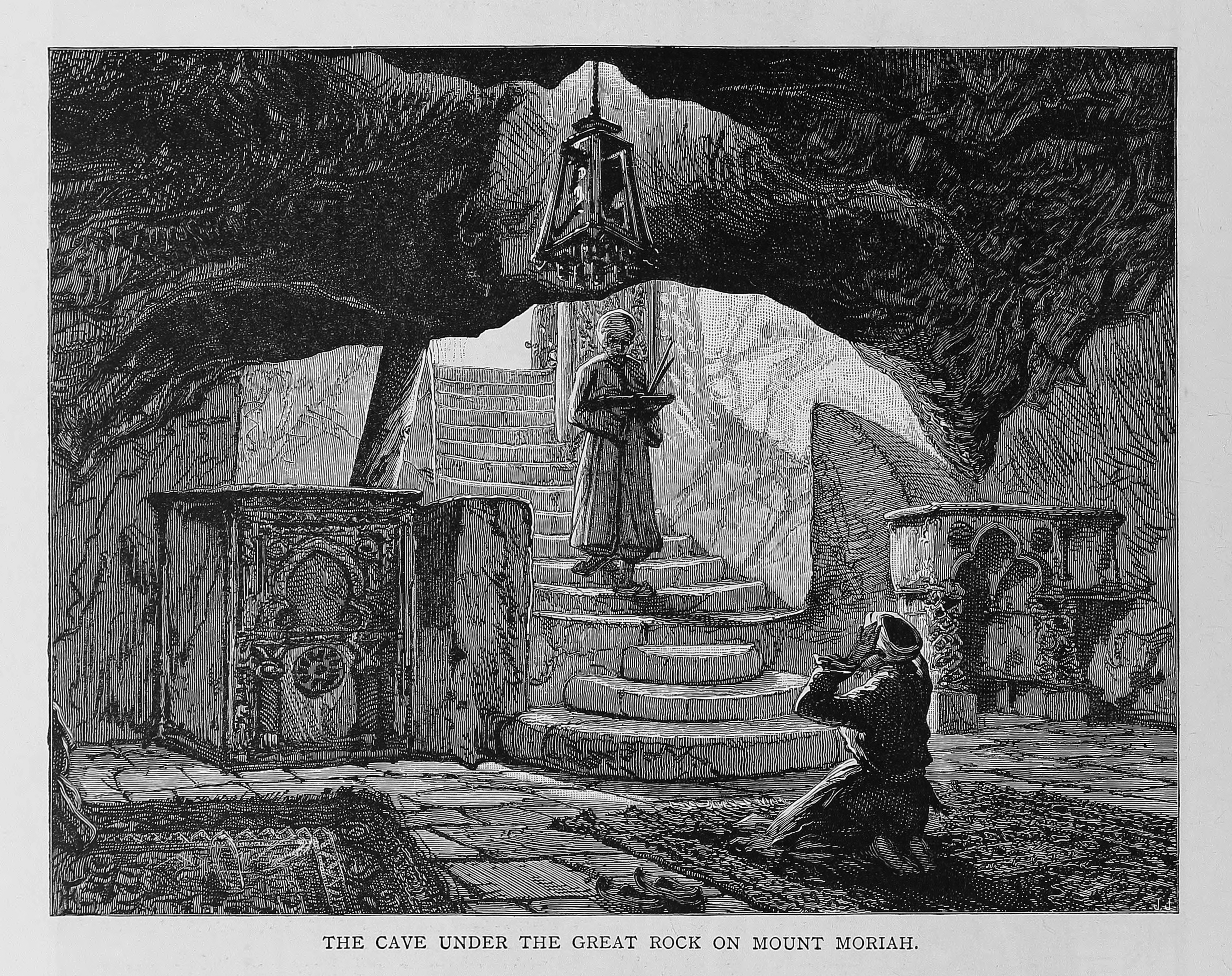
«La cueva bajo la Gran Roca en el Monte Moriá»—conocida como el Pozo de las Almas. (Ilustración de Pintoresca Palestina, Sinaí y Egipto de Stanley Lane-Poole, 1883.)

El Pozo de las Almas (en árabe: بئر الأرواح‎; Bir al-Arwah), a veces traducido como Hoyo de las Almas, Cueva de los Espíritus o Pozo de los Espíritus, también conocido en el cristianismo y el judaísmo en la época de las Cruzadas como el Sanctasanctórum, es una cueva en parte natural y en parte artificial ubicada dentro de la Piedra Fundacional, bajo el santuario de la Cúpula de la Roca en Jerusalén. El nombre «Pozo de las Almas» deriva de una leyenda islámica medieval, según la cual en este lugar se pueden escuchar los espíritus de los muertos esperando el Día del Juicio. El nombre también se ha aplicado a una depresión en el suelo de esta cueva y a una cámara hipotética que puede existir debajo de ella.
Para los judíos, el sitio es conocido como el Sanctasanctórum (en hebreo, Devir o Kodesh ha-Kodashim, en alusión al antiguo santuario en el interior del Templo de Jerusalén), y para los cristianos es venerado como un posible sitio de la anunciación de Juan el Bautista, ya que Lucas dice que sucedió en el Templo. El sitio nunca ha sido objeto de una investigación arqueológica y las sensibilidades religiosas, políticas y diplomáticas lo impiden actualmente. 

## Historia y contexto

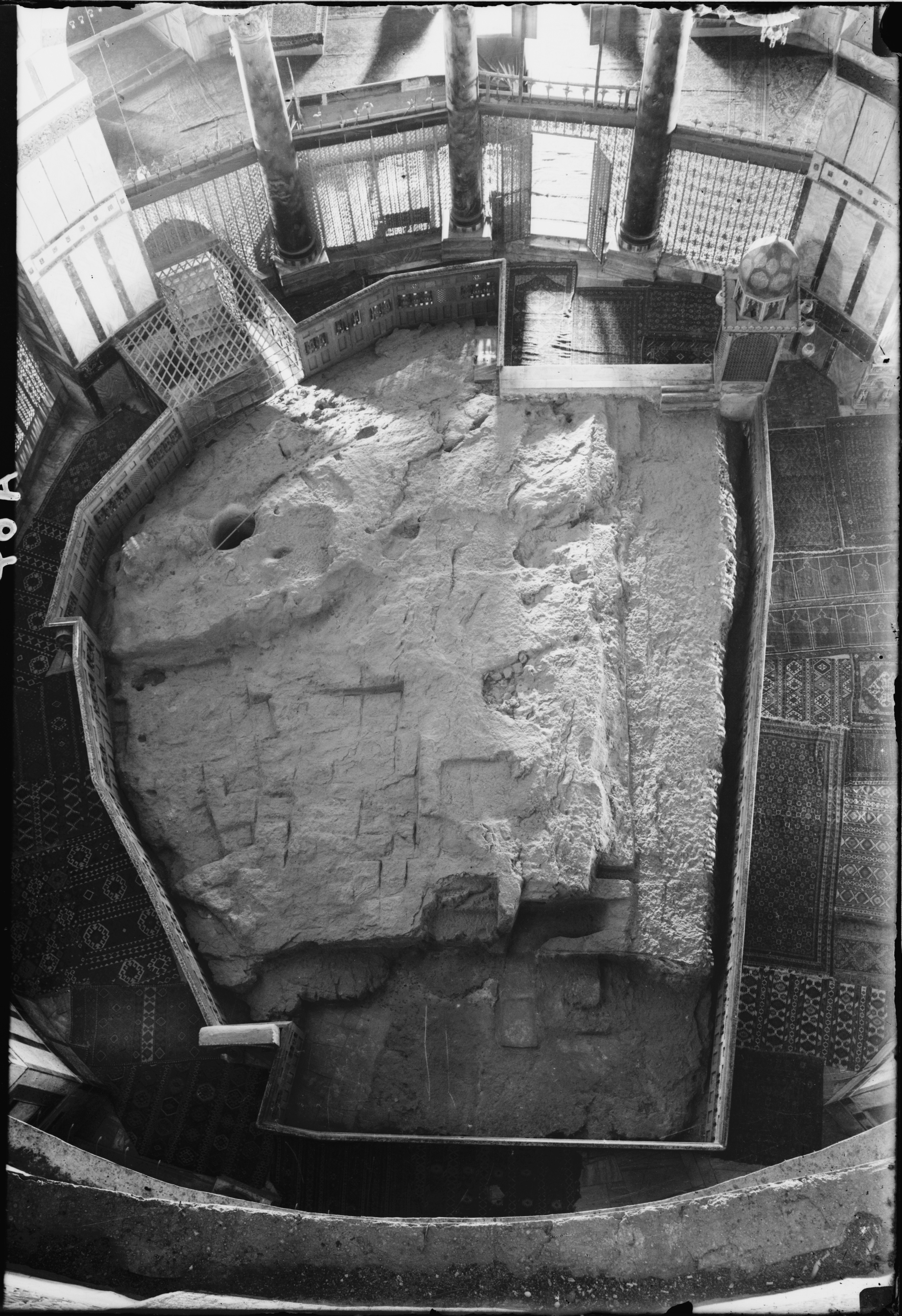
La Piedra Angular en el piso del santuario de la Cúpula de la Roca en Jerusalén. El agujero redondo en la parte superior izquierda se adentra en el Pozo de las Almas debajo. La estructura en forma de jaula justo después del agujero cubre la entrada en escalera a la cueva.

La Cúpula de la Roca, llamada Qubbat as-Sakhrah en árabe y Kipat Hasela en hebreo, es un santuario musulmán medieval temprano en el Monte del Templo, conocido como Har haBáyith («monte del templo») en hebreo y como Haram Ash-Sharif («noble santuario») en árabe. El lecho expuesto de roca directamente debajo de la cúpula, conocido como la Piedra Fundacional o Piedra Angular, es el lugar en el que la tradición judía afirma que Abraham se preparó para sacrificar a su hijo Isaac y desde el cual la tradición islámica también indica que Mahoma ascendió al cielo. (Según una tradición islámica medieval, la Piedra trató de seguir a Mahoma mientras ascendía, dejando su huella allí mientras se levantaba y creando así la cueva de abajo. La impresión de la mano del Arcángel Gabriel, hecha cuando impidió que la Piedra se levantara, se encuentra cerca.) La Piedra, conocida como Even haShetiya en hebreo y es-Sakhrah en árabe, se considera el lugar más sagrado del judaísmo y el tercero más sagrado del islam. 
Tradiciones tanto judías como musulmanas se refieren a lo que puede haber debajo de la Piedra Angular, siendo la más antiguas las que aparecen en el Talmud entre las primeras, y las que se entiende se remontan a los siglos XII y XIII entre las últimas. El Talmud indica que la Piedra señala el centro del mundo y sirve como cubierta para el Abismo (Apsu) que contiene las furiosas aguas del Diluvio.[cita requerida] La cueva era venerada ya para el año 902 según Ibn al-Faqih. Asimismo, la tradición musulmana la sitúa en el centro del mundo y sobre un pozo sin fondo con las aguas fluyentes del Paraíso debajo. Se dice que una palmera crece allí del Río del Paraíso para dar sostén a la Piedra. Se dice que Noé desembarcó allí después del Diluvio. Se dice que las almas de los muertos se pueden oír allí mientras esperan el Juicio Final, aunque este no es un punto de vista generalizado en el islam sunita. 
La Piedra Angular y su cueva entraron de lleno en la tradición cristiana luego de que los cruzados recuperaran Jerusalén en 1099. Estos europeos convirtieron la Cúpula de la Roca en una iglesia, llamándola Templum Domini (en latín, «Templo del Señor»). Hicieron muchos y radicales cambios físicos en el lugar en ese momento, que incluyeron cortar gran parte de la roca para hacer escaleras y pavimentar la Piedra con losas de mármol. Ciertamente ampliaron la entrada principal de la cueva y fueron probablemente responsables también de crear el agujero que asciende desde el centro de la cámara. Los cruzados llamaron a la cueva el «Sanctasanctórum» y la veneraron como el lugar del anuncio del nacimiento de Juan el Bautista. (Los estudios modernos indican que el Sanctasanctórum del Templo probablemente estaba encima de la Piedra Fundamental, y no dentro de ella.) 

En 1871, Jerusalén fue visitada por el explorador y arabista Sir Richard Francis Burton. Lady Burton describió más tarde como exploraron el del Pozo de las Almas como turistas: 
 Un tramo de quince escalones nos lleva a la cueva debajo de esta Roca. Se ha escrito muchísimo sobre este rasgo. Me contentaré con decir que el capitán Burton cree que es el granero original del maíz trillado, o mejor dicho pisoteado, en la llanura a ambos lados y separado de la Roca. Si este último resulta ser el gran Altar del Sacrificio, la cueva será la cisterna de la sangre que corrió por el Bir el Arwáh (Pozo de las Almas) hacia el Valle de Hinom. Mi esposo hizo todo lo que pudo para conseguir la apertura de la losa hueca en el centro, pero aún no ha llegado el momento. Los musulmanes más ignorantes creen que la Sakhrah está suspendida en el aire y que su único soporte es una palmera, sostenida por las madres de los dos profetas más grandes, Mahoma y Abraham. El punto más saliente se llama «la lengua», porque, cuando Úmar pensó que había descubierto la piedra que era el pilar de Jacob en su visión en Bethel, exclamó, «Es Salámo Alaykúm» («La paz sea contigo»), y la piedra le respondió: «Alaykúm us Salám, wa Rahmat-Ullahi» («La paz sea contigo y la misericordia de Dios»). Los sheikhs de la mezquita nos explicaron todo, hasta el más mínimo detalle, y nos mostraron los lugares donde rezaba Salomón, y también David, y donde se encontraron Abraham, Elías y Mahoma con motivo de su vuelo nocturno a lomos del Buraq. También hicieron un eco para nosotros y nos dijeron que había un lugar hueco debajo del Bir el Arwáh antes mencionado, donde todos los viernes las almas de los difuntos vienen a adorar a Alá. 

## Descripción y circunstancias

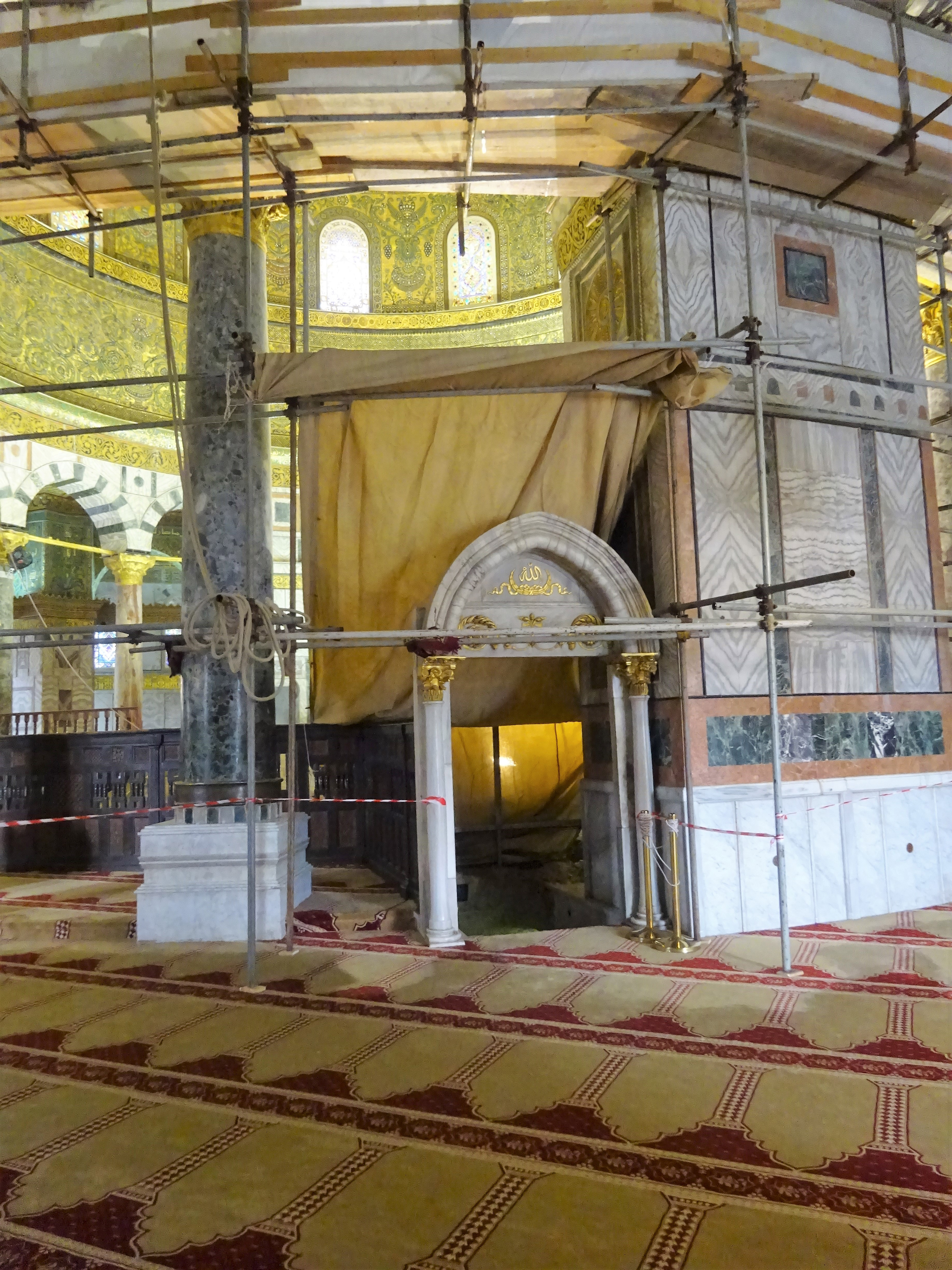
Entrada al Pozo de las Almas en la Cúpula de la Roca, 2018

### La entrada
La entrada a la cueva está en el ángulo sureste de la Piedra Angular, al lado del pilar suroriental del santuario de la Cúpula de la Roca. Allí, un conjunto de otros 16 escalones de mármol descienden a través de un pasaje cortado que se cree se remonta a la época de los cruzados. En el camino, masas de roca firme se proyectan hacia la escalera; la de la derecha se llama «la lengua». (Según la leyenda, la Piedra le respondió al califa Úmar I cuando se dirigió a ella.) A la izquierda (sur), al descender, hay un nicho de oración dedicado a David con un arco trilobulado sostenido por columnas de mármol en miniatura en forma de cuerda trenzada. A la derecha hay un nicho de oración menos profundo, pero profusamente decorado, dedicado a Salomón. Este mihrab es sin duda uno de los más antiguos del mundo, y se considera que se remonta al menos a finales del siglo IX. (Algunos incluso sugieren que se remonta al siglo VII y a la época de Abd al-Málik, constructor de la Cúpula de la Roca, lo que lo convertiría en el más antiguo del mundo, pero esto es motivo de debate.) 

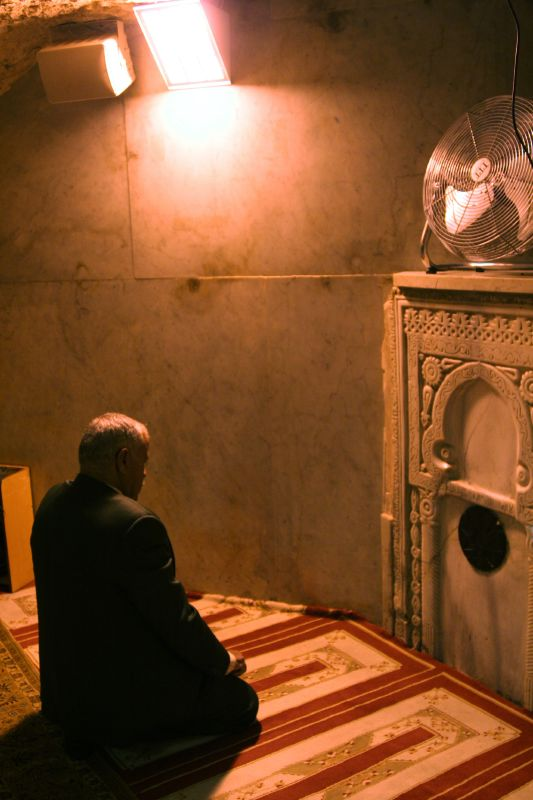
Un hombre reza hacia el mihrab en la cámara.

### La cámara
La cámara de la cueva es aproximadamente cuadrada, de unos 6 metros en un costado, y varía de alrededor de 1.5 a 2.5 m de altura. Al norte hay un pequeño altar dedicado a Abraham y al noroeste otro dedicado a Elías. La cámara tiene iluminación eléctrica y ventiladores. Una depresión en el suelo de la cueva provoca un eco, que puede indicar que hay una cámara bajo de ella.

### El agujero
En el centro del techo se encuentra un agujero de 0.46 m de diámetro, que atraviesa 1.7 metros hasta la superficie de la Piedra arriba. Se ha propuesto que corresponde a los restos de 4.000 años de antigüedad de una tumba de fosa. Otra teoría es que corresponde a una «chimenea» de los cruzados que fue perforada para ofrecer ventilación para poder colocar velas encendidas en el altar. Otros más han intentado defender la postura de que era parte de un sistema de drenaje para la sangre de sacrificios del altar del Templo. No hay marcas de cuerdas dentro del agujero, así que se ha concluido que nunca fue utilizado como un pozo, sirviendo la cueva como cisterna. El techo de la cueva parece natural, mientras el piso fue adoquinado con mármol y alfombrado hace largo tiempo.

## Literatura
- La primera referencia a una «roca perforada» (el pozo en el techo de la cueva) puede ser la del Itinerarium Burdigalense del anónimo «Peregrino de Burdeos» que visitó Jerusalén en el año 333 d. C.[14]
- Las referencias al «Pozo de las almas» debajo de la Piedra Angular se remontan al menos al escritor persa del siglo X Ibn al-Faqih, quien lo menciona como un sitio sagrado islámico.[15]
- El escritor y viajero persa del siglo XI Naser Josrow relató la historia tradicional del origen de la cueva en su clásico diario de viaje Safarnama :

 Dicen que en la noche de su Ascensión al cielo, el Profeta, sean la paz y las bendiciones con él, oró primero en la Cúpula de la Roca, poniendo su mano sobre la Roca. Al salir, la Roca, para hacerle honor, se levantó, pero él puso su mano sobre ella para mantenerla en su lugar y la fijó firmemente allí. Pero debido a este levantamiento, incluso hasta el día de hoy está parcialmente separada del suelo. 
- El rabino del siglo XVI David ben Solomon ibn Abi Zimra atestiguó la existencia de una cueva bajo la Cúpula de la Roca y conocida como el «Pozo de las Almas».[17]
- La revisión moderna definitiva del Pozo de las Almas, junto con otras entradas subterráneas bajo el Monte del Templo, se encuentra en el tratado de Shimon Gibson y David Jacobson Debajo del Monte del Templo en Jerusalén: Un libro de consulta sobre las cisternas, cámaras subterráneas y conductos del Haram Al-Sharif. [18]